# パステルメール
パステルメールとは、KDDI・沖縄セルラー電話のau携帯電話で、背景色や文字色をカスタマイズした、カラフルなメールが送受信できるサービスである。

## 概要
文字色と背景色を24色の中から選ぶことができ、絵文字も使用可能である。さらに、文字も点滅させることができる。
なお、デコレーションメール対応機種ではパステルメールは受信のみの対応で、送信することはできない。